# Andrea’s Soccer
Club de Futbol Femenil Andrea’s Soccer Mexico ist ein mexikanischer Frauenfußballverein und eine überregionale Frauenfußballschule.

## Geschichte
Der Verein wurde 1995 als gemeinnützige Organisation gegründet, die sich dem Ziel verschrieben hat, den Frauenfußball in Mexiko voranzubringen und ihm zu einer höheren Popularität zu verhelfen.
Die Idee zur Gründung des Vereins entstand bereits 1994, nachdem die mexikanische Frauenfußballnationalmannschaft bei den WM-Qualifikationsspielen kläglich gescheitert war. Neben seinem Hauptsitz in Mexiko-Stadt hat der Verein Niederlassungen in diversen anderen Städten Mexikos, von Tijuana im äußersten Nordwesten bis nach Mérida im Südosten.
Andrea’s Soccer versteht sich nicht nur als ein Fußballverein, sondern vielmehr als Fußballschule, die in Mexiko-Stadt gegründet wurde und bald Niederlassungen in anderen Teilen des Landes kreierte. Neben der Talentbildung versteht Andrea’s Soccer sich auch als Sprachrohr des mexikanischen Mädchen- und Frauenfußballs beim Mexikanischen Fußballverband.
Der Verein hat bisher die meisten nationalen Titel im Mädchenfußball gewonnen und die meisten Jugendnationalspielerinnen hervorgebracht. Größter Erfolg der ersten Frauenmannschaft war die im Torneo Clausura 2009 errungene Vizemeisterschaft.

## Bekannte Spielerinnen
- Marilyn Díaz, mexikanische A-Nationalspielerin, derzeit unter Vertrag beim FC Kansas City
- Yamile Franco, ehemalige Juniorennationalspielerin und Teilnehmerin der FIFA U-20 WM 2010 in Japan
- Mariel Gutiérrez, A-Nationalspielerin von Mexiko, derzeit unter Vertrag beim SGS Essen